# Beykan Şimşek
Beykan Şimşek, född 1 januari 1995 i Aydın, är en turkisk fotbollsspelare som spelar för Osmanlıspor.